# Боэт Сидонский (перипатетик)
Боэт Сидонский (др.-греч. Βόηθος; ок. 75 г. до н. э. — ок. 10 г. до н. э.) — греческий философ-перипатетик родом из Сидона, представитель позднего периода перипатетизма.
Он был учеником Андроника Родосского, в ранние годы учился в Риме и Афинах. Страбон упоминает Боэта и его брата Диодота в числе знаменитых людей Сидона, называет его своим учителем перипатетической философии. Среди его произведений, все из которых были утрачены, было сочинение о природе души и комментарии к Категориям Аристотеля, которые упоминает Аммоний в аналогичной работе. Боэт Сидонский, согласно Аммонию, считал, что изучение трудов Аристотеля следует начинать с Физики, однако Аммоний полагает, что изучение Аристотеля следует начинать с сочинений о логике.